# Lolotoe (Verwaltungsamt)
| \| \| |
|       |

|  |

Lolotoe ist ein osttimoresisches Verwaltungsamt (portugiesisch Posto Administrativo) in der Gemeinde Bobonaro. Der Verwaltungssitz befindet sich im Ort Lolotoe (Suco Opa).

## Geographie

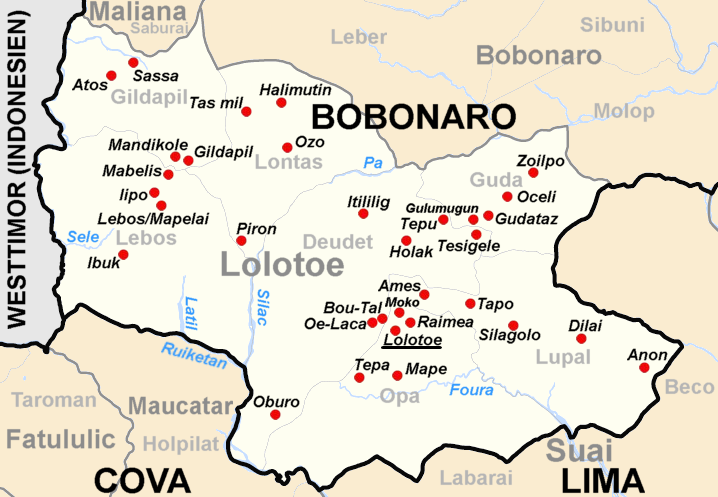
Städte und Flüsse von Lolotoe (Grenzen bis 2015)

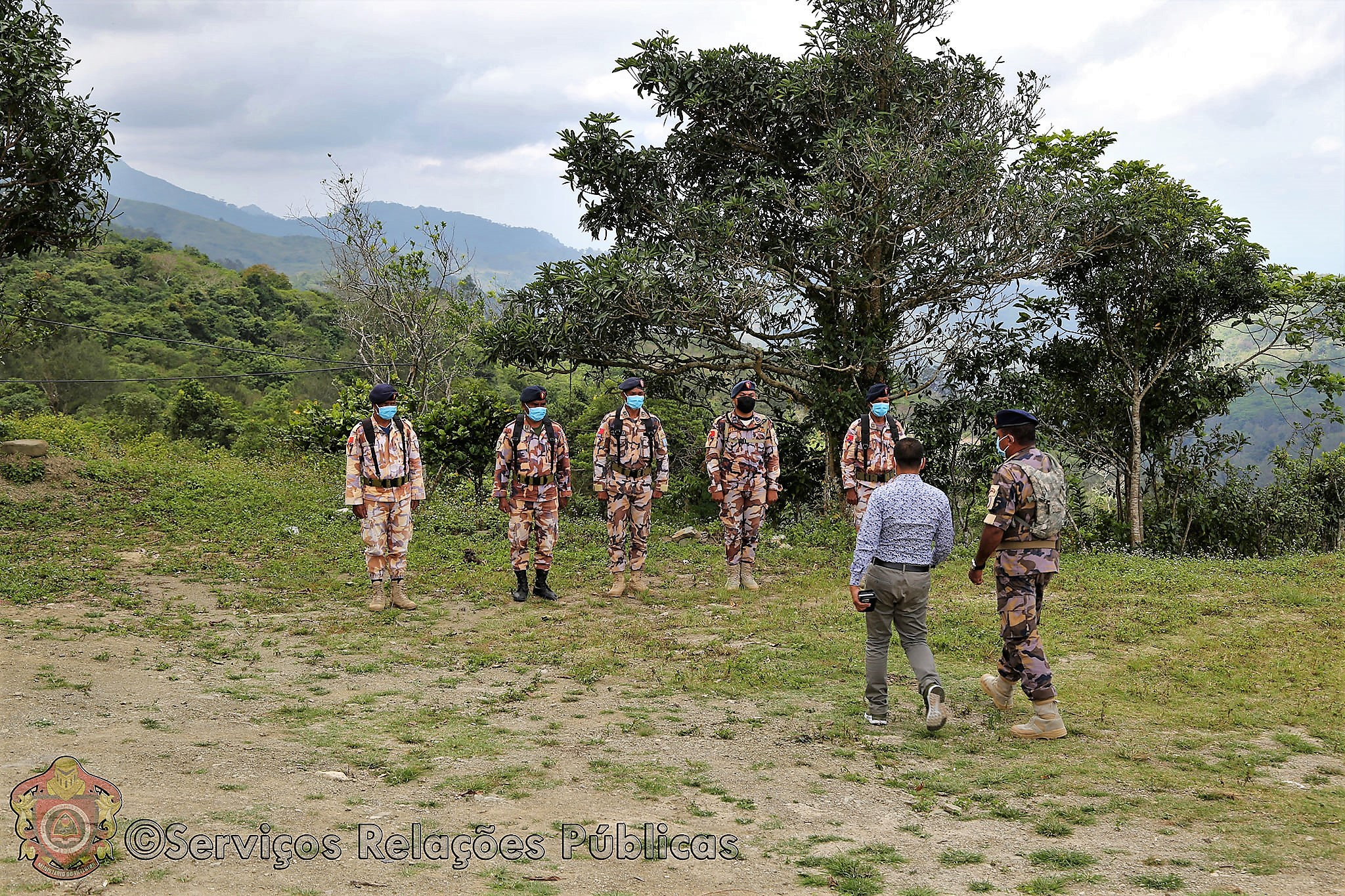
Grenzpolizei in Gildapil

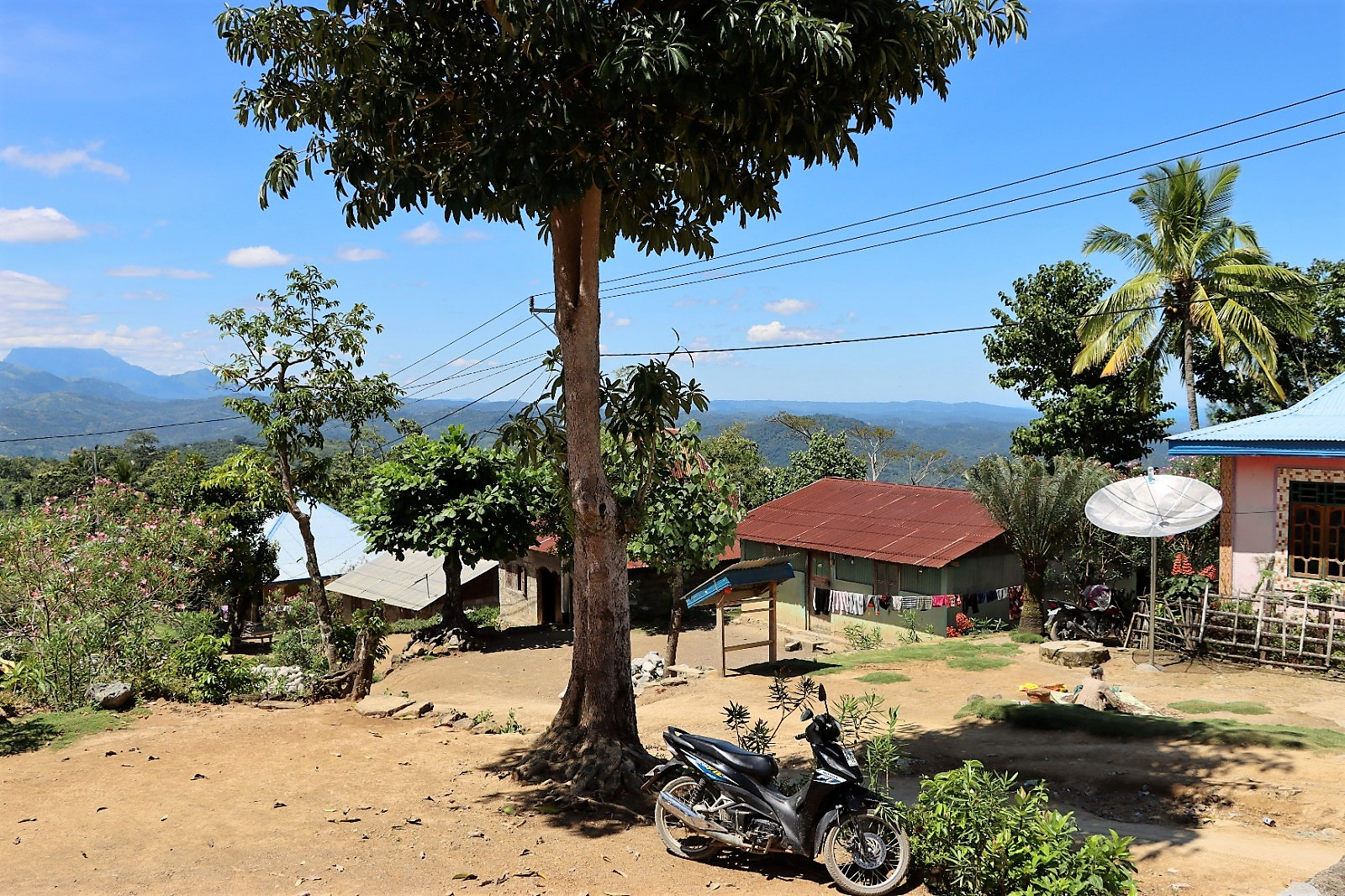
Im Suco Guda

Bis 2014 wurden die Verwaltungsämter noch als Subdistrikte bezeichnet.
Lolotoe liegt im äußersten Süden der Gemeinde Bobonaro. Im Süden und Osten grenzt es an die Gemeinde Cova Lima, im Norden an die Verwaltungsämter Bobonaro und Maliana und im Westen an das indonesische Westtimor. Lolotoe hat eine Fläche von 172,72 km². Das Verwaltungsamt teilt sich in sieben Sucos: Deudet, Gildapil (Gilapil), Guda, Lebos, Lontas, Lupal (Lupai) und Opa.
Im Südwesten entspringen die Flüsse Latil und Silac, die in den Lotula münden. Er ist der Grenzfluss zu Cova Lima im Westen und ändert seinen Namen später in Ruiketan und schließlich Raiketan. Im Süden entsteht der Foura, der genauso nach Cova Lima abfließt, wie der Zola aus dem Südosten, ein Quellfluss des Loumea. Ebenso ist der Pa im Norden Lolotoes ein Quellfluss des Loumeas. Der Sele fließt aus dem Südwesten von Lolotoe nach Indonesien, gehört aber zum System des Lóis, ebenso wie der Malibaca, der Grenzfluss zu Indonesien und seine  Zuläufe im Nordwesten.
Im Verwaltungsamt befinden sich zahlreiche Berge. Zu den höchsten gehören der Lacus (1733 m), der Luhito (1691 m) und der Zeman (1664 m) im Norden vonGildpil und Lontas. Mit 2837 mm wird für Lolotoe die größte jährliche Niederschlagsmenge in Osttimor angegeben. Entsprechend ist der Norden und das Zentrum Lolotoes von Hochlandwäldern geprägt, die im restlichen Verwaltungsamt in dichte, Tiefland-Feuchtwälder übergehen.

Klimadaten
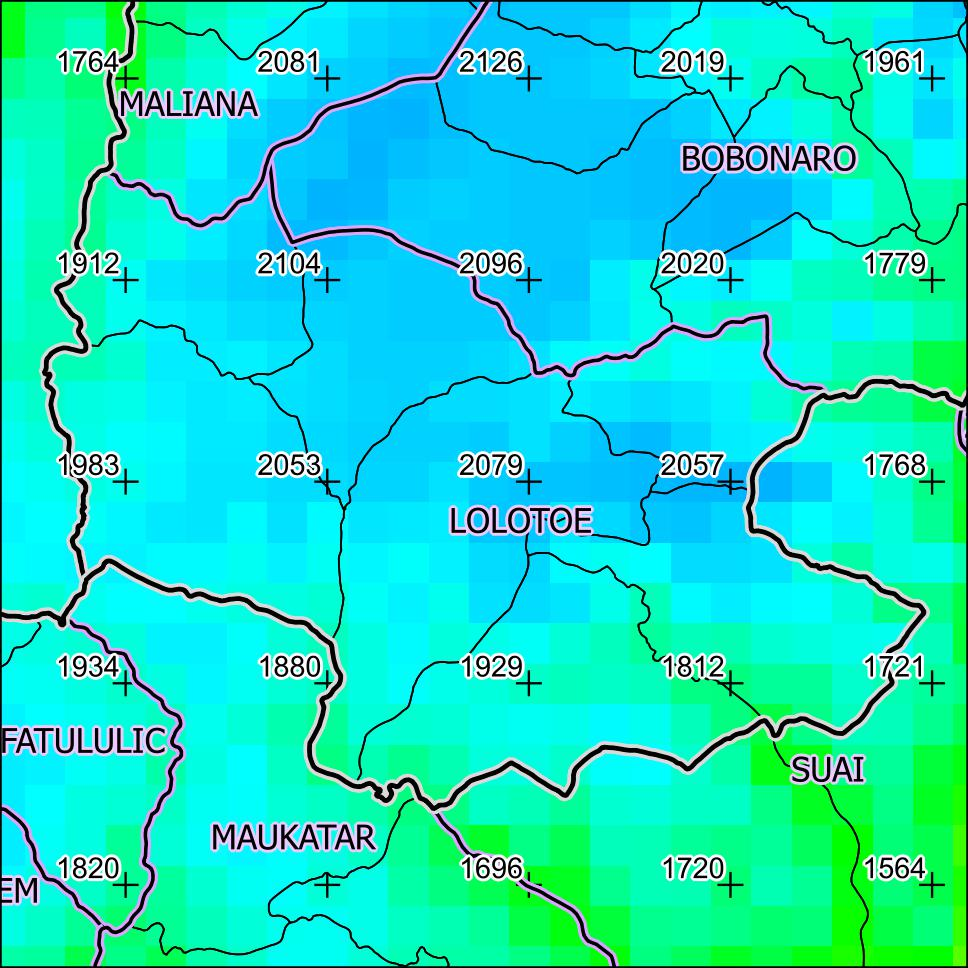
Jährliche Niederschlagsmenge (2000)
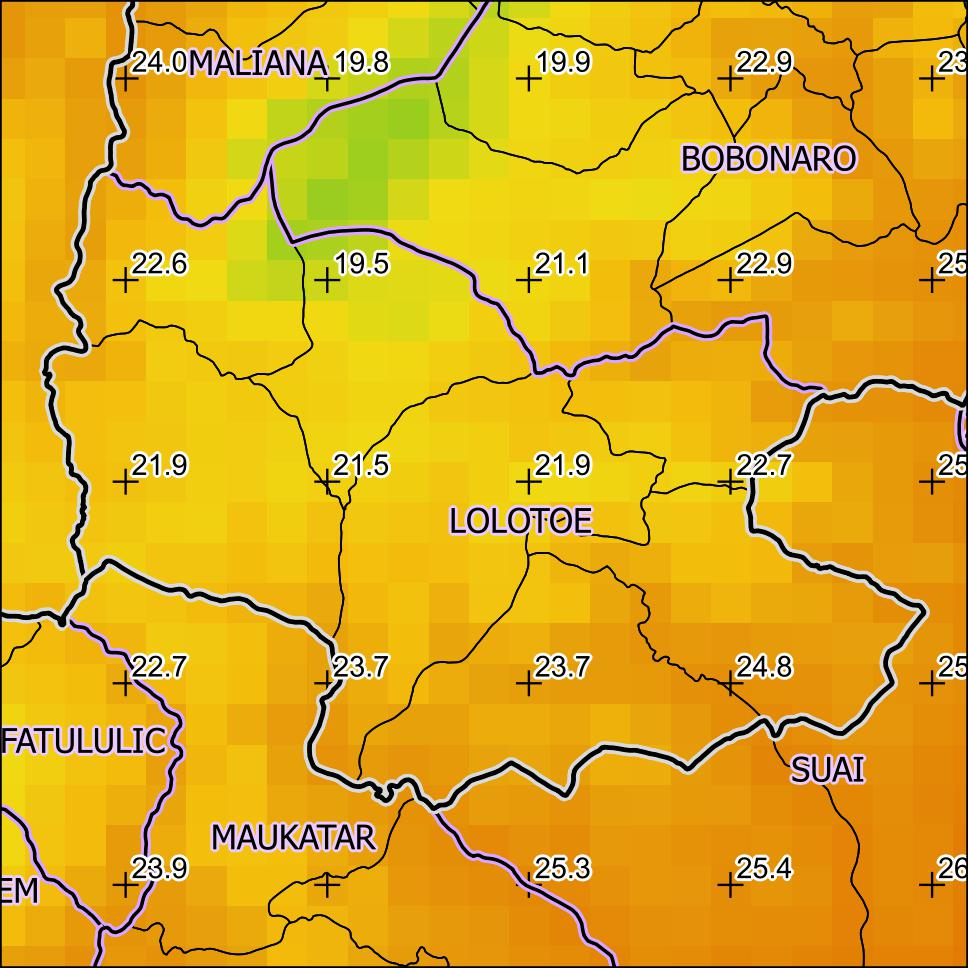
Jahresdurchschnitts-temperatur (2000)

## Einwohner

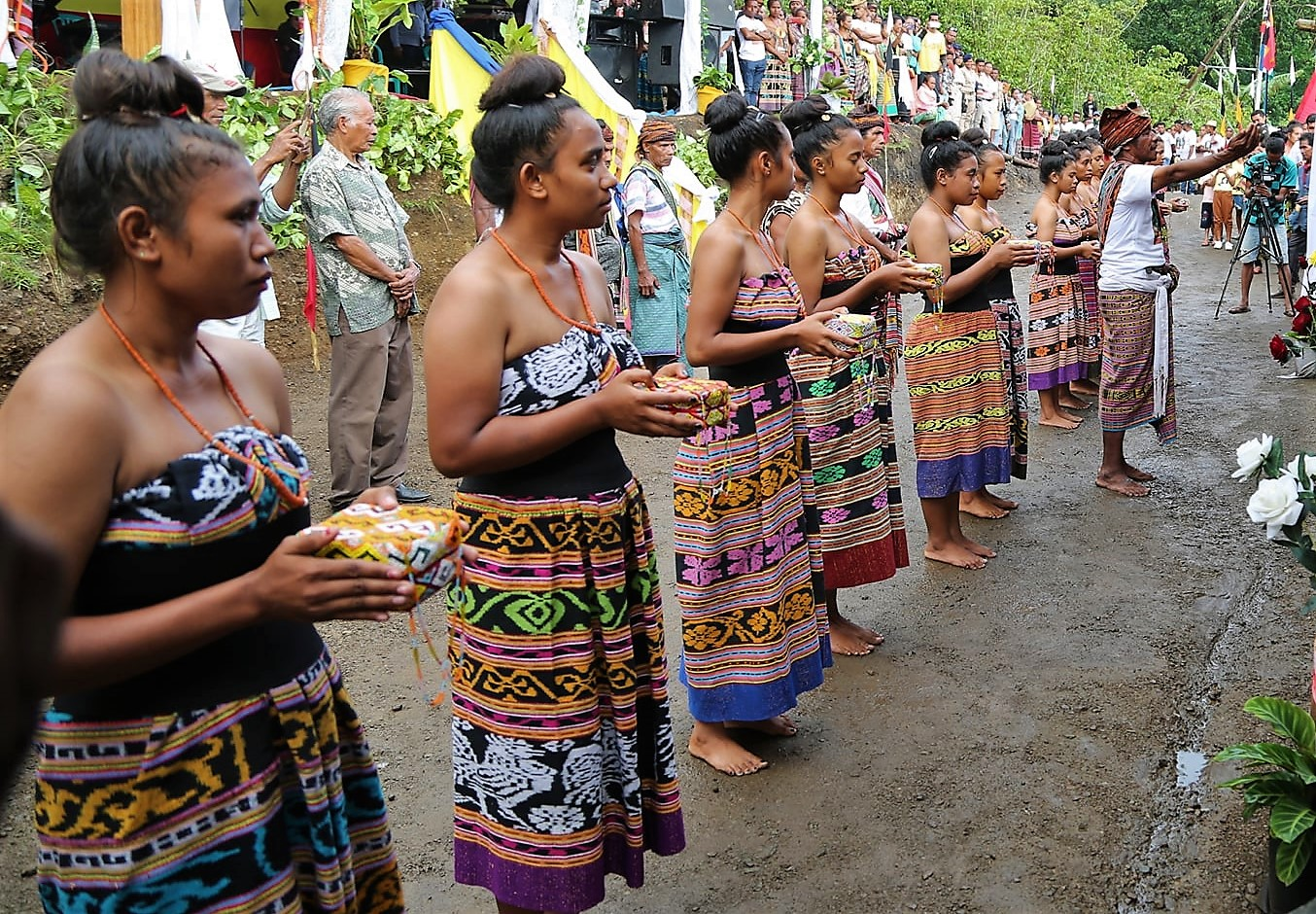
Feierlichkeiten in Lolotoe

In Lolotoe leben 7.691 Menschen (2022), davon sind 3.813 Männer und 3.878 Frauen. Im Verwaltungsamt gibt es 1.593 Haushalte. Der Altersdurchschnitt beträgt 20,7 Jahre (2010, 2004: 18,6 Jahre). Die größte Sprachgruppe bilden die Sprecher der Nationalsprache Bunak. Lolotoe ist eines der Zentren der Bunak in Osttimor. Als Zweitsprache ist die Amtssprache Tetum weit verbreitet. Bahasa Indonesia wurde während der Besatzungszeit verwendet, die Älteren sprechen noch Portugiesisch. Dieses wird auch in den Schulen unterrichtet.

## Geschichte

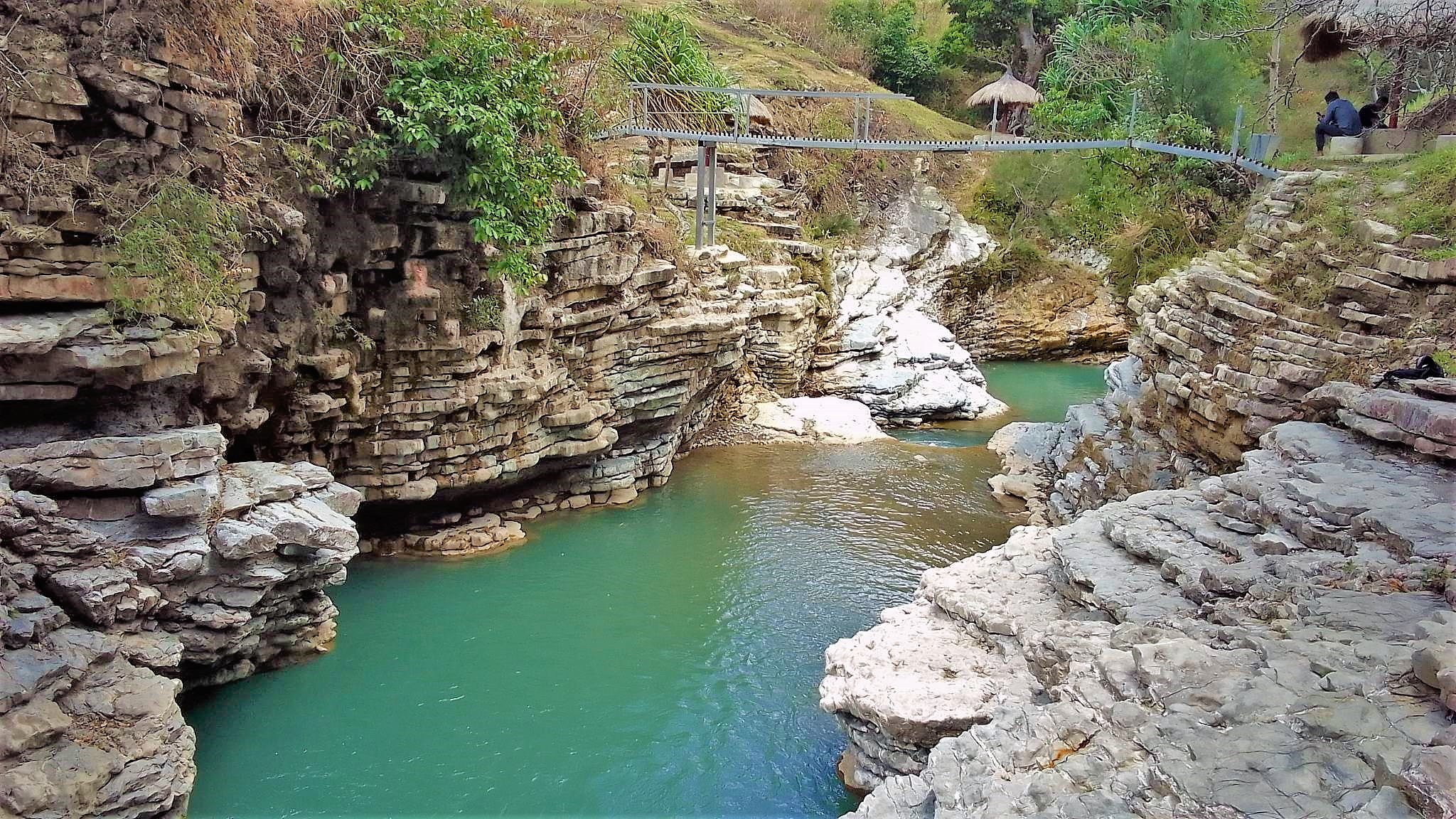
Am Fluss Phicigi zwischen Lebos und Gildapil

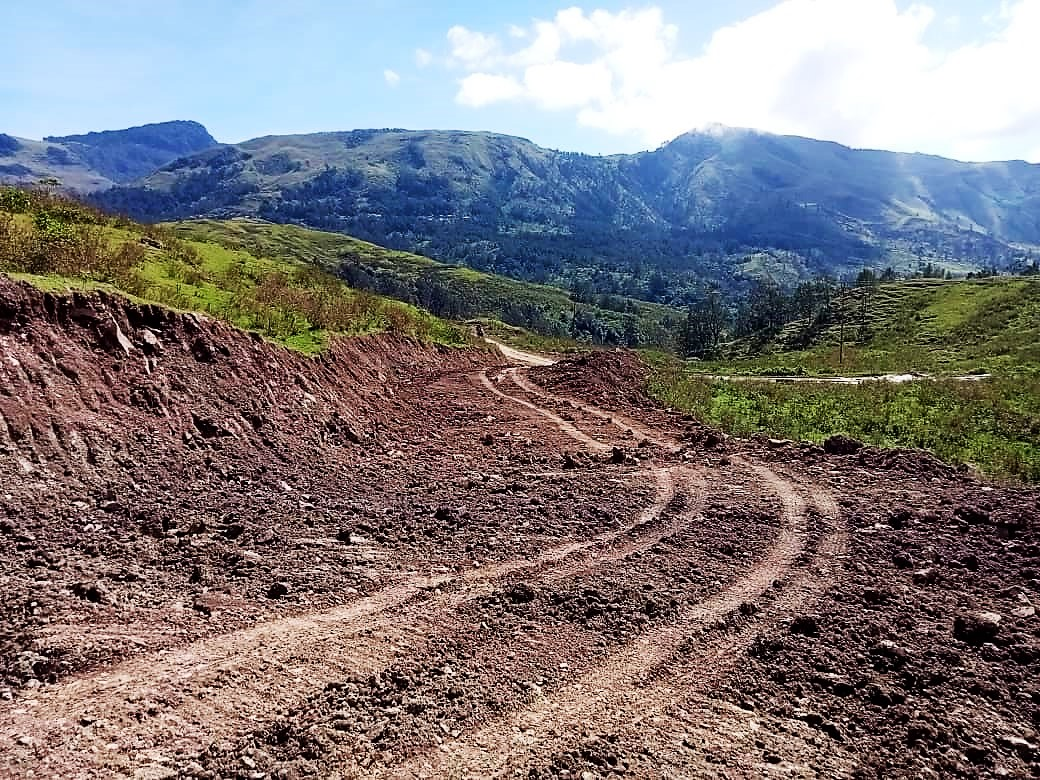
Der Suco Lontas im Juli

Im 18. Jahrhundert beteiligte sich das Reich von Lolotoe an der Cailaco-Rebellion gegen die Portugiesen.
In den Hügeln um den Zoba (Zoba Zova) entstand 1976 eine Widerstandsbasis (base de apoio), in der von der FRETILIN Flüchtlinge vor der indonesischen Invasion angesiedelt wurden. Sie wurde später von der indonesischen Armee zerstört.
Im Mai 1999, als das Unabhängigkeitsreferendum in Osttimor vorbereitet wurde, besetzten indonesische Truppen und pro-indonesische Milizen Deudet und Opa und begannen die Bevölkerung zu terrorisieren. Es kam zu willkürliche Verhaftungen, Missbrauch, Vergewaltigungen, Folter und Mord.
Indonesische Soldaten und Mitglieder der Miliz Kaer Metin Merah Putih (KMP) trieben Mitglieder und vermeintliche Unterstützer des CNRT zusammen, der Dachorganisation der Unabhängigkeitsbewegung Osttimors. Viele wurden geschlagen und gefoltert. Frauen wurden in einem so genannten Rape houses vergewaltigt. 2005 fand man in Lolotoe ein Massengrab mit 30 Unabhängigkeitsbefürwortern, die hier umgebracht wurden. Erst das Eintreffen der INTERFET beendete das Leiden der Bevölkerung.
Anfang 2010 gab es Berichte, dass Bewaffnete, die sich als Ninjas verkleidet haben, die Bevölkerung in den Distrikten Cova Lima und Bobonaro terrorisieren. Unter anderem wurde ihnen der Mord an einem 15-jährigen Mädchen im Suco Gildapil zur Last gelegt. Timoresische Polizei (PNTL) und Armee (F-FDTL) entsandten daraufhin Einheiten, um gegen die Verbrecher vorzugehen.

## Politik
Der Administrator des Verwaltungsamts wird von der Zentralregierung in Dili ernannt. 2015/2016 war dies Almeiro dos R. Pereira (Almiro Pereira dos Reis). Am 29. Januar 2024 wurde Sebastoão Amaral zum Administrator ernannt.

## Wirtschaft
70 % der Haushalte im Verwaltungsamt bauen Kaffee an, womit Lolotoe das Anbauzentrum in der Gemeinde Bobonaro ist. Außerdem pflanzen 84 % Maniok, 85 % Mais, 79 % Gemüse, 70 % Kokosnüsse und nur 5 % Reis.

## Partnerschaft
Seit 2009 gibt es eine Partnerschaft mit dem australischen Mount Alexander Shire.

## Persönlichkeiten
- Alfredo Pires (* 1964), Politiker